# Norapidia
Norapidia is een geslacht van vlinders van de familie spinners (Lasiocampidae).

## Soorten
- N. divisata (Dognin, 1917)
- N. subdelineata (Dognin, 1917)